# کلسیم
کلسیم (به انگلیسی: Calcium) از عنصرهای شیمیایی جدول تناوبی با نشان شیمیایی Ca و از گروه فلزهای قلیایی خاکی است. بلورهای سفید کلسیم، در دمای ۸۱۰ درجهٔ سانتی‌گراد ذوب می‌شوند و این فلز در آب و اسید محلول بوده و هیدروکسید و نمک تولید می‌نماید. این عنصر پنجمین عنصر فراوان در پوستهٔ زمین و سومین فلز فراوان پس از آهن و آلومینیم است. رایج‌ترین ترکیب کلسیم روی زمین، کربنات کلسیم است که در سنگ آهک و بقایای فسیل شدهٔ حیات دریایی اولیه یافت می‌شود. سنگ گچ، انیدریت، فلوریت و آپاتیت نیز منابع کلسیم هستند.
کلسیم خالص در سال ۱۸۰۸ از طریق الکترولیز اکسید آن توسط همفری دیوی، که این عنصر را نام‌گذاری کرد، جداسازی شد. ترکیبات کلسیم به‌طور گسترده در بسیاری از صنایع استفاده می‌شوند. کلسیم در صنایع غذایی و دارویی به‌عنوان مکمل کلسیم، در صنعت کاغذ به‌عنوان سفیدکننده، به‌عنوان اجزای سازنده در سیمان و عایق‌های الکتریکی و در ساخت صابون مورد استفاده است. از سوی دیگر، این فلز به شکل خالص به‌دلیل واکنش‌پذیری بالای آن کاربرد کمی دارد. با این‌حال، در مقادیر کم اغلب به‌عنوان یک جزء آلیاژی در فولادسازی و گاهی به‌صورت آلیاژ کلسیم-سرب در ساخت باتری‌های خودرو استفاده می‌شود.
این عنصر فراوان‌ترین فلز و پنجمین عنصر فراوان در بدن انسان است. بدن انسان تقریباً یک کیلوگرم کلسیم دارد. البته در افراد مختلف با استخوان‌بندی متفاوت این میزان متفاوت است. بیشتر کلسیم بدن انسان در استخوان‌ها و دندان‌ها وجود دارد و کمبود آن موجب پوکی استخوان می‌شود. تنها یک درصد آن در سایر بخش‌های بدن موجود است که همین یک درصد، اعمال زیادی انجام می‌دهد. یون‌های کلسیم (Ca2+) به‌عنوان الکترولیت، نقشی حیاتی در فرآیندهای فیزیولوژیکی و بیوشیمیایی جانداران و سلول‌ها ایفا می‌کنند. این یون‌ها در مسیرهای انتقال سیگنال به‌عنوان پیام‌رسان ثانویه، در آزادسازی انتقال‌دهنده‌های عصبی از نورون‌ها، انقباض انواع سلول‌های ماهیچه‌ای، به‌عنوان کوفاکتور در بسیاری از آنزیم‌ها و در لقاح نقش دارند. یون‌های کلسیم در بیرون از سلول‌ها برای حفظ اختلاف پتانسیل الکتریکی در غشاهای سلولی تحریک‌پذیر، سنتز پروتئین و تشکیل استخوان نیز مهم هستند.

## ویژگی‌های شیمیایی

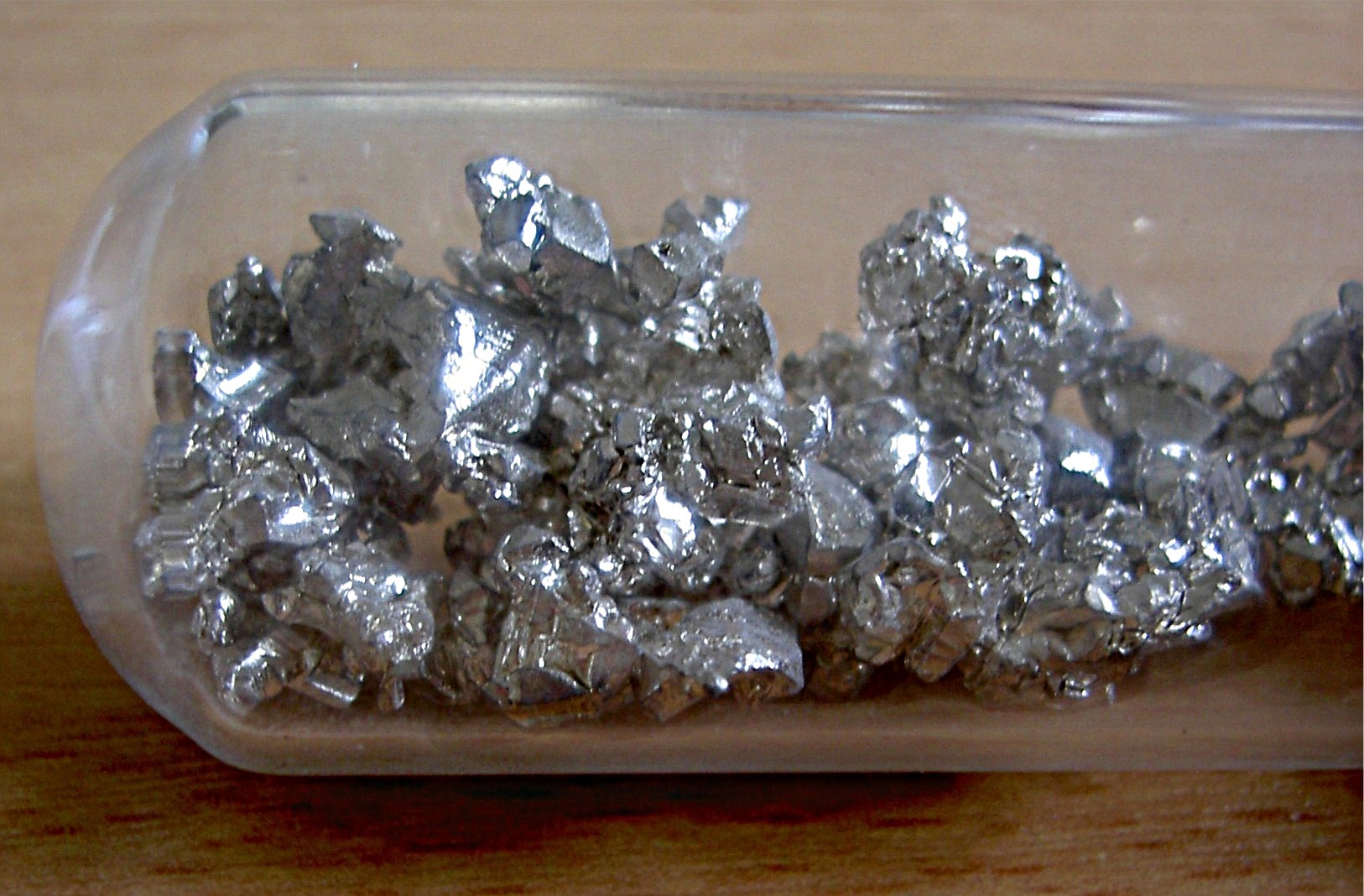
کلسیم به صورت جامد

کلسیم عنصری است که نسبت به فلزات قلیایی و سایر فلزات قلیایی خاکی از قدرت فعالیت کمتری برخوردار است. مانند بریلیم و آلومینیوم، و برخلاف فلزات قلیایی، این عنصر موجب سوختگی پوست نمی‌گردد. باید توجه داشت که در هوا لایه نازکی از اکسید و نیترید بر روی کلسیم تشکیل می‌شود که می‌تواند آن را از اثرات بعدی هوا مصون نگاه دارد، اما در درجه حرارت بالا این عنصر در هوا سوخته و تشکیل مقدار زیادی نیترید می‌دهد. کلسیم تجارتی به آسانی با آب و اسیدها واکنش نموده تولید هیدروژنی می‌نماید که حاوی مقدار قابل ملاحظه‌ای از گاز آمونیاک و هیدروکربن‌ها، به عنوان ناخالصی است. از کلسیم، می‌توان به عنوان یک عامل آلیاژکننده برای فلزات حاوی آلومینیم به منظور حذف بیسموت از سرب و به عنوان کنترل‌کننده کربن گرافیتی، در چدن استفاده کرد. از طرف دیگر می‌توان از این فلز به عنوان عاملی برای حذف اکسیژن در کارخانجات فولاد و به عنوان عامل احیاکننده در تهیه فلزاتی مانند کروم، زیرکونیم و اورانیم و به عنوان یک ماده جداکننده برای مخلوط گازهای نیتروژن و آرگون استفاده نمود. ضمناً زمانی‌که کلسیم، به آلیاژهای منیزیم افزوده شود (۲۵٫۰ درصد)، ساختمان آن‌ها را تصفیه و موجب کاهش تمایل آتش‌گیری آن‌ها می‌شود.
کلسیم یک فلز نقره‌ای بسیار انعطاف‌پذیر است (گاهی به رنگ زرد کم‌رنگ توصیف می‌شود) که ویژگی‌های آن بسیار شبیه به عناصر سنگین‌تر گروه آن، استرانسیم، باریم و رادیم است. یک اتم کلسیم دارای بیست الکترون است که در آرایش الکترونی [Ar]4s 2 مرتب شده‌اند. مانند سایر عناصر موجود در گروه ۲ جدول تناوبی، کلسیم دارای دو الکترون ظرفیتی در بیرونی‌ترین اوربیتال s است که به راحتی در واکنش‌های شیمیایی از بین می‌روند و یک یون دو بار مثبت با آرایش الکترونی پایدار یک گاز نجیب تشکیل می‌دهند.

## ویژگی‌های فیزیکی

ساختار زنجیره [Ca(H2O)6] در Ca(H2O)6Cl2 کریستالی

فلز کلسیم در ۸۴۲ درجهٔ سانتی‌گراد ذوب می‌شود و در ۱۴۹۴ درجه می‌جوشد. این مقادیر، بالاتر از منیزیم و استرانسیم است. در آرایش مکعبی وجهی مرکزی مانند استرانسیم متبلور می‌شود. در دمای بالای ۴۵۰ درجهٔ سانتی‌گراد، به یک آرایش بسته شش ضلعی ناهمسانگرد مانند منیزیم تغییر می‌کند. چگالی آن ۱٫۵۵ گرم بر سانتی‌متر مکعب است که کمترین مقدار را در گروه خود دارد.
کلسیم سخت‌تر از سرب است، اما می‌توان آن را با چاقو با تلاش برش داد. در حالی‌که کلسیم از نظر حجمی رسانای ضعیف‌تری نسبت به مس یا آلومینیم برای الکتریسیته است، اما به‌دلیل چگالی بسیار کم، رسانای جرمی بهتری نسبت به هر دو است. در حالی‌که کلسیم به عنوان یک رسانا برای بیشتر کاربردهای زمینی غیرممکن است زیرا به سرعت با اکسیژن اتمسفر واکنش می‌دهد، استفاده از آن در فضا مورد توجه قرار گرفته‌است.

## نقش زیست‌شناختی
این عنصر در ساختمان بدن گیاهان و جانوران، مایعات میان‌بافتی و اسکلت‌بندی یافت می‌شود. استخوان‌های مهره‌داران حاوی کلسیم، به صورت فلوئورید کلسیم، کربنات کلسیم و فسفات کلسیم است. همچنین کلسیم ذاتاً در بسیاری از وظایف زیستی مهره‌داران، سهیم است. کلسیم در تقویت استخوان‌ها و دندان‌ها و در تشکیل آن‌ها نقش دارد. در واقع، اکثر کلسیم بدن انسان در استخوان‌ها و دندان‌ها ذخیره می‌شود. همان‌طور که استخوان‌ها تحت فرایند عادی خود را از بین برده و بازسازی می‌کنند، کلسیم به ایجاد استخوان جدید کمک می‌کند، به ویژه در طی رشد و توسعه.
دریافت کلسیم کافی برای حفظ استخوان‌ها در تمام طول عمر مفید است، مخصوصاً در دوران کودکی، که استخوان‌ها هنوز در حال رشد هستند. و نیز در طول سال‌های اولیه رشد، و بازسازی استخوان‌های آسیب دیده یا شکسته. با افزایش سن استخوان‌های قدیمی‌تر شکننده‌تر می‌شوند و به راحتی خواهند شکست - که از نشانه‌های بیماری پوکی استخوان است.
کلسیم فعالیت‌های زیادی را در بدن برعهده دارد از جمله:
- ضربان قلب را تنظیم می‌نماید.
- در تنظیم کار دستگاه عصبی بدن به خصوص در انتقال تحریکات عصبی نقش اساسی دارد.
- کلسیم برای انقباض ماهیچه‌ها ضروری است و تا کلسیم وجود نداشته باشد حرکت امکان‌پذیر نیست.
- در متابولیسم آهن بدن مؤثر است.
- کلسیم در یکی از مراحل انعقاد خون دخیل است.

### تأثیر کلسیم بر سلول‌های چربی
مصرف مکمل کلسیم نشان داده شده که برای کمک به کاهش وزن در افراد چاق مؤثر است. در واقع، مصرف حاد کلسیم گزارش شده‌است که با اکسیداسیون چربی در انسان ارتباط دارد. افزایش مصرف کلسیم در رژیم غذایی مانع از ترشح هورمون پاراتیروئید (PTH) و به دنبال آن، فعال شدن آلفا هیدروکسی به دی‌هیدروکلسیفرول (ویتامین D3؛ VD3) می‌شود. PTH باعث تحریک افزایش دوز در سطح کلسیم داخل سلولی چربی می‌شود. ویتامین دی۳ نیز نشان داده شده‌است که در بیرون آوردن کلسیم داخل سلولی مؤثر است. افزایش کلسیم داخل سلولی در سلول‌های چربی فرد را در مهار تجزیه و تحلیل چربی تحریک شده توسط مسیر β آدرنرژیک یاری می‌کند و در نتیجه سطح فسفریلاسیون HSL کاهش پیدا می‌کند. این اثرات به نظر می‌رسد عمدتاً از طریق فعال‌سازی B3 فسفودی استراز سبب شوند. پایین بودن سطح کلسیم در رژیم غذایی و افزایش گردش ویتامین دی۳ نیز ممکن است اثرات مهاری غیر مستقیم بر روی تجزیه و تحلیل سلول‌های چربی از بسترهای لیپولیتیک برای سوخت‌وساز بوده و بر انرژی آزاد شده در بدن مؤثر باشد.

### جذب و انتقال
جذب آن در خون به صورت یون کلسیم و از دیواره روده صورت می‌گیرد. عامل افزایش جذب کلسیم ویتامین دی است، به همین دلیل قرص‌های مکمل کلسیم معمولاً دارای ویتامین دی نیز هستند؛ بنابراین اگر منابعی که دارای این ۲ ماده است مصرف شود کلسیم موجود در آن‌ها بهتر جذب می‌شود. در صورتی که در غذا ماده‌ای به نام اگزالات باشد، جذب کلسیم آن کاهش می‌یابد و به همین دلیل است که کلسیم اسفناج و چغندر، به خوبی کلسیم شیر جذب نمی‌شود. اسید فیتیک موجود در سبوس گندم نیز جذب کلسیم را کاهش می‌دهد ولی این مسئله زمانی اثرگذار است که مصرف آن بسیار زیاد باشد، مثل گیاهخواران مطلق. دریافت کلسیم کافی، آثار مثبتی در کاهش فشار خون افراد مبتلا به فشار خون دارد. تنظیم میزان کلسیم بدن، بر عهده هورمون‌هایی است که از غده پاراتیروئید و تیروئید ترشح می‌شوند.

## میزان مناسب کلسیم برای هر فرد
متوسط میزان مناسب کلسیم به میلی‌گرم
- نوزادان تا سن ۴ سال = ۴۰۰
- کودکان ۴ تا ۶ سال سن =۷۰۰
- کودکان ۶ تا ۱۰ سال سن = ۸۰۰
- مردان نوجوان و بالغ = ۸۶۰ الی ۱۲۰۰
- زنان نوجوان و بالغ = ۱۰۰۰
- زنان حامله= ۱۳۰۰
- زنان شیرده = ۱۳۰۰

در صورت وجود بیماری‌های همراه مانند بیماری روماتیسمی یا مصرف بعضی از داروها مانند کورتیکواستروئیدها نیاز به کلسیم و ویتامین دی افزایش می‌یابد که دوز مورد نیاز باید با نظر پزشک معالج تعیین شود.
مصرف میزان مناسب کلسیم در رژیم روزانه غذایی و همچنین انجام ورزش‌هایی مانند قدم زدن و دویدن و آئروبیک مخصوصاً در سنین جوانی بهترین روش برای افزایش تراکم و استحکام استخوان‌ها است و از ابتلا به پوکی استخوان جلوگیری می‌کند.

## عوارض کمبود کلسیم
عوارض کمبود کلسیم در کودکان بیماری راشیتیسم، در میانسالان استئومالاسی، و در بزرگسالان استئوپروز است.
این بیماری‌ها دراثر کمبود ویتامین دی بروز می‌کنند، پس اگر خواستار استخوان‌های محکمی هستید، بهتر است مراقب مصرف ویتامین دی هم باشید. کمبود شدید کلسیم، انقباض شدید عضلات به حالت کزاز را به دنبال دارد که ابتدا به صورت گرفتگی عضلات دیده می‌شود. البته این حالت کمتر رخ می‌دهد و آنچه ما بیشتر از کمبود کلسیم دیده‌ایم، پوک شدن استخوان‌ها در سنین بالا است که برای جلوگیری از آن باید از نوجوانی به فکر خود باشیم.
کلسیم از راه پوست هم به هدر می‌رود و فعالیت زیاد در حرارت بالا و تعرق زیاد، دفع پوستی کلسیم را افزایش می‌دهد. چرا که دراثر بالا رفتن سن، درد استخوان، راحت شکسته شدن و دیر جوش خوردن استخوان‌ها گریبان گیرمان می‌شود.
میزان مورد نیاز کلسیم روزانه ۸۰۰ تا ۱۲۰۰ میلی‌گرم است.
برای جلوگیری از ابتلاء به استئوپروز، باید دریافت کلسیم و ویتامین دی در حد استاندارد باشد.
نباید سیگار بکشیم، نباید چای و قهوه بیش از حد مصرف کنیم، نباید دیورتیک (داروهای مدر) بیش از حد مصرف کنیم، باید بیشتر خود را در معرض نور خورشید قرار دهیم تا ویتامین دی در زیر پوست تولید شود. در هر سنی که هستیم ورزش کنیم، چراکه کم‌تحرکی موجب پوکی استخوان‌ها می‌شود.

## فراوانی

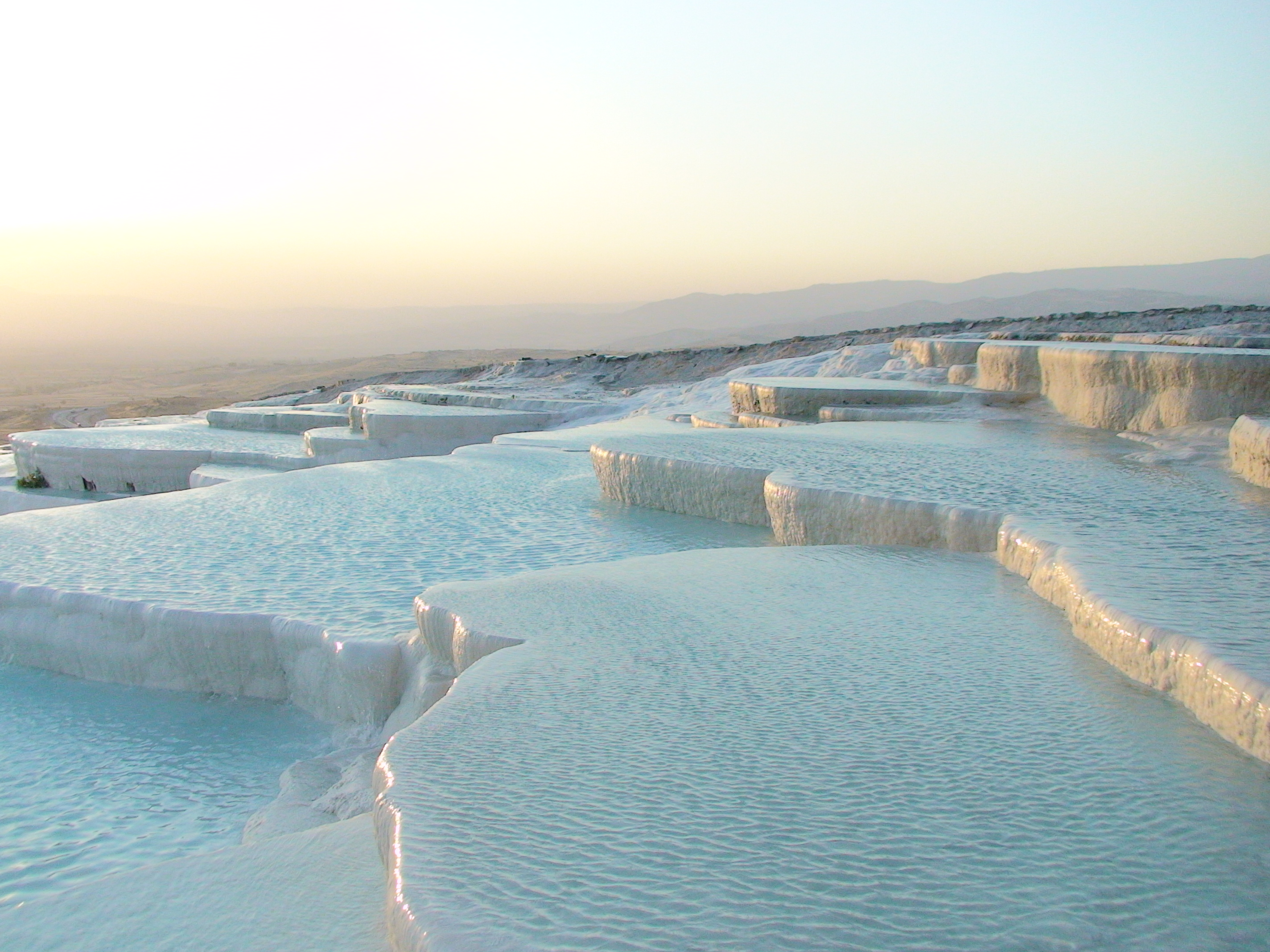
لایه‌های تراورتن در پاموک‌کاله، ترکیه